# ゾンビ (映画)
『ゾンビ』（原題: Dawn of the Dead、国際題: Zombie）は、1978年9月にイタリアで公開されたジョージ・A・ロメロ監督のホラー映画。日本では1979年3月に公開された。
数多くのホラー作品を手掛けている映画監督のダリオ・アルジェントが音響効果、ヨーロッパ公開版の監修および一部プロデュースを担当して制作費を集め、ヨーロッパでの配給権を得た。以降の「ゾンビ映画」というジャンルを確立したとされ、当時無名だったロメロは、本作で一躍知られるようになった。
スティーヴン・ジェイ・シュナイダーの『死ぬまでに観たい映画1001本』に掲載されている。

## ストーリー
謎の原因により突如死体が蘇り、次々と人々を襲い始める。殺された人もまた蘇って人を襲い、急増する彼らの前に救助施設は次々に閉鎖を余儀なくされる。フィラデルフィアのテレビ局「WGON」は悪化する現状に対応しきれずに混乱する。局員のフランと恋人のヘリコプターパイロットのスティーブンは都市からの脱出を決意する。スティーブンの友人でSWAT隊員のロジャーは、あるアパートでの過激派グループの篭城制圧に参加していたが内部では殺された者達がゾンビ化しており戦闘は地獄絵図となる。辛くも切り抜けたロジャーは同僚のピーターをヘリでの脱出計画に誘いスティーブン達と合流、4人はヘリで飛び立つ。
ゾンビが蔓延するばかりの状況、そんな中でさえゾンビ狩りを楽しむ人々を尻目にヘリは広大なショッピングモールへ辿り着く。そこもゾンビの巣窟と化していたが豊富な物資が手付かずのまま残されていたため、4人はモール内に留まることにする。だが、ゾンビ対策のためにモールの入口をトラックで塞ぐ作業中、ロジャーがゾンビに噛まれ負傷してしまう。何とか封鎖を完了し物資の独占に成功したピーターたちは最上階の隠れ部屋で新たな生活を始めるが、ロジャーの容態は急速に悪化してしまう。遺言を残して死亡した後にロジャーはゾンビ化して蘇り、ピーターに射殺されて活動を終える。
3人が絶望感に満ちた生活を続けていく中、武装した暴走族集団ヘルズ・エンジェルスが略奪の為に襲撃をしてくる。3人と武装集団、解き放たれたゾンビらによる全面戦争。フランはただ一人留まる中、武装集団がショッピングモール内の商品を略奪してはゾンビに酒を浴びせて食品を投げつけたりナイフなどで顔面を切り刻んだり好き放題に振る舞っていた。ピーターの指示で応戦しゾンビや武装集団を排除するも、スティーブンはピーターの提案を無視し暴走族に撃たれてしまう。ピーターは最後までスティーブンを懸命にフォローするがゾンビの群れに襲われ、失血死したスティーブンはゾンビ化。逆にピーターを襲うも最上階の隠れ部屋で射殺されて活動を終える。飲み仲間のロジャーやスティーブンを死なせた絶望感からピーターは自殺を図ろうとするが思い留まり、意を決してゾンビの群れを強行突破して真っ先に塔乗したフランのヘリに乗り込み脱出した。

## 登場人物

### 主要人物
ピーター・ワシントン
長身の黒人男性の（ロジャーとは別の隊に所属する）SWAT隊員。冷静沈着な性格でプランを提案することがある。ヘリ坊のスティーブンやロジャーと共に行動することも多い。追い込まれた現実を直視しないヘリ坊のスティーブンに苛立つ一面もある。暴走するロジャーを一喝して正気に戻すなど皆のまとめ役として活躍する。暴走族集団の襲撃を機にショッピングモールのバリケードが崩壊すると、応戦の末に自らは暴走族集団を射殺したりゾンビの群れに巻き込んだりして次々に排除し、フランにはヘリまで避難させるなど適切な対応をとっていた。特技はテニス。
フランシーン・パーカー
通称フラン。スティーブンの恋人で避難した時点で妊娠４ヶ月だったことが判明する。離婚歴あり。テレビ局員。合流当初は消極的な性格だったが、ピーターから銃の扱い方を、スティーブンからヘリの操縦法を教えてもらい、積極的に行動するようになる。物語終盤では自らヘリコプターを操縦し遅れて上がってきたピーターを連れて脱出する。
スティーブン・アンドリュース
フランの恋人。ロジャーの友人。ヘリコプターのパイロットでピーターからは「フライボーイ（飛行少年、ヘリ坊）」と呼ばれる。本業は交通情報のアナウンサー。物語の終盤で暴走族集団の襲撃を受け、彼らをやり過ごそうとしたピーターの提案を無視したことが仇となり、エレベーターに乗り込むも降りた先で暴走族に撃たれて腕を負傷。その後ピーターの指示でエレベーターから脱出を図るもゾンビの群れに襲われ、失血死を経てゾンビ化。逆にゾンビの群れを引き連れてピーターを追い詰めるも射殺される。小説版でのロジャーとの関係はバーでの飲み仲間。
ロジャー・デマルコ
小柄の（ピーターとは別の隊に所属する）SWAT隊員。スティーブンの友人。離婚歴あり。プエルトリコ人のアパートへの突入時に暴走した隊員（ウーリー）を射殺したピーターと意気投合し、脱出行に誘う。スティーブンとピーターの対立を諌めたりするなどの気遣いも見せるが、調子に乗りやすい性格で彼のその行動が原因で入口を封鎖する作戦中にトラックに乗り移ろうとして道具の入った鞄を落としてしまう。その後、鞄を拾うとするも、ゾンビに腕と足を噛まれてしまう。噛まれた後はカートに乗っている。後で容態が悪化して衰弱死した後にゾンビ化。生前の遺言通りピーターに射殺され死体はショッピングモールの観葉植物の下に埋葬される。小説版でのスティーブンとの関係はバーでの飲み仲間。

### SWAT隊員
ウーリー
髭を生やしたSWAT隊員。好戦的な性格の差別主義者で、アパートに立てこもったプエルトリコ人(非戦闘員を含む)を射殺するなど冷酷な人物。隊員達の制止を振り切って突撃したので、ピーターに射殺された。
ロッド・タッカー
SWAT隊員の一人。アパートに立てこもったプエルトリコ人に射殺され、本作で最初の犠牲者となる。
ジェフ
SWAT隊員の一人。アパートの一室にいたゾンビを倒すも恐怖の余りに絶望し拳銃で自殺する。
クリス
黒人のSWAT隊員の一人。その後の生死は不明。

### 暴走族集団「ヘルズ・エンジェルス」
ルディ
暴走族集団のリーダー。軍用ヘルメットを被り髭を生やしている。ピーター達がショッピングモールの物資を独占している事が気に入らず、無線を通じて彼らに宣戦布告すると武装した仲間を引き連れて襲撃したことで全面戦争の引き金となった。略奪やゾンビに悪戯を繰り返していたが、仲間がゾンビの群れに襲われたりピーターによって次々に射殺されると一目散に退散。
ブレイズ
暴走族集団の一人。髭を生やしている。鉈を扱うのが得意。ゾンビに対しては、鉈で斬りつけるだけでなく馬鹿にするように小突いたり蹴りを入れていたが、ピーターに一瞬の隙を突かれ射殺された。(後に、2005年制作の「ランド・オブ・ザ・デッド」にてゾンビとして登場し、続編とも取れる演出がなされた。)
マウジー
暴走族集団の一人。トミーガン（ドラム型弾倉）を装備している。逃走中ピーターに狙撃されて負傷し、乗っていたサイドカーの側車から転落する。そのまま取り残された所をゾンビの群れに囲まれ、苦し紛れに銃を乱射するもバラバラに喰い殺され死亡。
スレッジ
暴走族集団の一人。髭を生やしておりバンダナを付けている。スレッジハンマーを扱うのが得意。他のメンバーと一緒になって略奪や悪戯を繰り返していたが、マウジー同様バイクで逃走中にピーターに狙撃され転倒しゾンビの群れに喰い殺され死亡。
ペドロ
暴走族集団の一人。髭を生やしておりソンブレロを被っている。銃器類を扱うのが得意。終盤ではピーターによって射殺された暴走族集団が次々にゾンビの群れに襲われる中で血圧計に夢中になり、片腕を残しバラバラに喰い殺され死亡。

### ゾンビ
ミゲール
プエルトリコ人のアパートですでにゾンビ化しており、妻の首元、腕の生肉をむしり取った。さらには取り押さえようとした隊員数名を振りほどく怪力を発揮するが、結局は射殺された。

## キャスト
| 役名                         | 俳優                       | 日本語吹替                                | 日本語吹替                   |
| 役名                         | 俳優                       | テレビ東京版                              | ソフト版                     |
| ---------------------------- | -------------------------- | ----------------------------------------- | ---------------------------- |
| ピーター・ワシントン         | ケン・フォリー             | 内海賢二                                  | 内海賢二                     |
| フランシーン・パーカー       | ゲイラン・ロス             | 宗形智子                                  | 林真理花                     |
| スティーブン・アンドリュース | デビッド・エンゲ           | 津嘉山正種                                | 森田順平                     |
| ロジャー・デマルコ           | スコット・H・ライニガー    | 石丸博也                                  | 石丸博也                     |
| ブレイズ                     | トム・サヴィーニ           | 池田勝                                    | 古宮吾一                     |
| フォスター博士               | デヴィッド・クロフォード   | 池田勝                                    | 星野充昭                     |
| バーマン                     | デヴィット・アーリー       | 筈見純                                    | 長島真祐                     |
| ミラード・ラウシュ博士       | リチャード・フランセ       | 渡部猛                                    | 星野充昭                     |
| ウーリー                     | ジョン・パシィシコ         | 安西正弘                                  | 高宮武郎                     |
| ギブンズ                     | ダニエル・ディートリヒ     | 塚田正昭                                  |                              |
| TVキャスター                 | ハワード・スミス           | 塚田正昭                                  | 高宮武郎                     |
| ジョーンズ                   | ダニエル・ディートリッヒ   |                                           |                              |
| SWAT指揮官                   | フレッド・ベイカー         | 伊井篤史                                  |                              |
| ロッド・タッカー             | ロッド・スタウファー       | 小滝進                                    | 呉圭崇                       |
| マルティネス                 | ジョー・セルビー           | 広瀬正志                                  |                              |
| 神父                         | ホセ・デル・グレ           | 国坂伸                                    | 鈴木佑治                     |
| 暴走族リーダー               | ルディ・リッチ             | 屋良有作                                  | 鏡優雅                       |
| 暴走族マウジー               | ラリー・ヴァイラ           | 長堀芳夫                                  | 呉圭崇                       |
| テレビ・ディレクター         | ジョージ・A・ロメロ        | 屋良有作                                  | 古宮吾一                     |
| テレビ・プロデューサー       | クリスティーン・フォレスト | 好村俊子                                  |                              |
| 不明 その他                  |                            | 小幡研二 花咲きよみ 矢野由美子 近藤真紀子 | 衣鳩志野 小宮山絵理 水野千夏 |
| 日本語版制作スタッフ         |                            |                                           |                              |
| 演出                         | 演出                       | 福永莞爾                                  | 春日一伸                     |
| 翻訳                         | 翻訳                       | 吉田由紀子                                | 中井真理                     |
| 効果                         | 効果                       | 南部光庸                                  |                              |
| 調整                         | 調整                       |                                           | 荒川通哉                     |
| 制作                         | 制作                       | ザック・プロモーション                    | プロセンスタジオ             |
| 解説                         | 解説                       | 深沢哲也                                  |                              |
| 初回放送                     | 初回放送                   | 1980年10月16日 『木曜洋画劇場』           |                              |

- テレビ東京版 - 2010年4月23日にスティングレイより発売された、新世紀完全版DVD-BOX収録。※ ダリオ・アルジェント監修版に収録。河野基比古版（#テレビ放送バージョンを参照）を基にカットされた部分とアルジェント監修版のみに存在するシーンをソフト版のキャストで追加録音している。
- ソフト版 - 2010年4月23日にスティングレイより発売された、新世紀完全版DVD-BOX収録。※ディレクターズ・カット版を吹き替えたもの。当初はフランシーンとスティーブンもテレビ版の声優を再登板させる予定だったが、フランシーン役の宗形は引退状態で連絡が取れず、スティーブン役の津嘉山はアフレコ時の2009年末に休業していたため（2010年4月の時点では復帰している）、見送られた[3]。2013年12月20日発売のBDでは米国劇場公開版にも収録[注釈 1]。

※ディレクターズ・カット版吹替は2010年2月27日、『ゆうばり国際ファンタスティック映画祭2010』にて先行上映された。

## 舞台
- 撮影に使用したモンローヴィル・モールは、昼間は通常営業をしていたため、撮影は営業終了後の夜から早朝にかけて行われた。
- ヘリコプターが途中で給油する飛行場は個人所有の私設空港「ピッツバーグ＝モンローヴィル空港」。施設維持費として3ドルを支払えばだれでも利用できたが、後に火災により設備はすべて焼失した。現在は高齢者向け集合住宅が建っており空港としては使用されていない。
- 映画本編ではモールの屋上はパーキングから入れない設定となっているが、実際はパーキングの裏から屋上へ続くスロープがあり、簡単に歩いて入れる造りとなっていた。
- 2012年現在のモンローヴィル・モールにはスケートリンクはなく食堂街。また、銃器店はもとより存在しない。近郊の銃器店を借りてロケ撮影した映像を、モール内に存在しているように編集している。なお、当時モール内には3つのデパートが入居していたが、撮影が許可されたのは「J.C.ペニー」のみで、本作撮影当時から残っている店舗も「J.C.ペニー」のみである。

## バージョン違い
本作には大きく分けて下記のバージョンが存在する。日本劇場公開版以外はBD/DVDで視聴可能。
米国劇場公開版
北米で劇場公開されたバージョンで、日本ではCIC・ビクター ビデオから最初にソフト化されたバージョン。本編127分。
ロメロ独特の暗い味付けが特徴。ただし、ソフト化の際に若干の修正が加えられたため、厳密な意味での米国劇場公開版ソフトはリリースされていない。
ダリオ・アルジェント監修版
アジアやヨーロッパなどで世界中で一番多く劇場公開されたバージョン。日本劇場公開版のオリジナル版でもある。本編119分。
サバイバルアクション風な編集が特徴。ゴブリンの曲が全面的に使われているほか、音響効果もすべてアルジェントによる編集で差し替えられている。
日本劇場公開版
日本ヘラルド映画配給。ダリオ・アルジェント監修版を元に、以下の日本独自の変更を付加されて劇場公開されたバージョンで、本編115分。
冒頭に惑星爆発シーン（『メテオ』のフッテージからの流用とされる）と、それによる放射線が降り注いだことがゾンビ発生の原因という説明が付加されているほか、一部シーンのカット、残酷シーンの静止画処理やモノクロ処理が行なわれているうえ、エンドクレジットが削除され、ブラックアウトしたまま劇伴が流れる。
予告編では、1963年公開の東宝映画『マタンゴ』に登場するマタンゴ怪人の声が使用されている。
字幕翻訳：野中重雄。
日本初公開復元版
スティングレイ、フィールドワークスの提供・企画協力により、上記の版を復元してザジフィルムズによる配給で2019年11月29日から劇場公開されたバージョン。本編115分。
関係者やファンへ詳細なヒアリングを行い、冒頭シーンのCGによる再現、残酷シーンの静止画・モノクロ処理、字幕の再現が施されている。クラウドファンディング「日本公開40周年！ 映画『ゾンビ ─日本初公開復元版─』劇場公開サポーター募集！」のリターン品のひとつとしてBD化されたが、一般販売は行われていない。ただし、国立国会図書館に寄贈されているため、同館内での視聴は可能である。
ディレクターズ・カット版
ロメロがカンヌ国際映画祭へ出品するためにラフカット版から編集したバージョン。本編139分。
ショッピングセンター内の生活描写や、ボート基地で偽警官たちとの遭遇シーンが長い。撮影終了から映画祭開催までの期間が短く、粗い編集しかできなかったためか、ロメロは後のインタビューで「不満足な出来だ」と公言している。

### その他のバージョン
ラフカット版
アルジェントにも送られたノーカットオリジナル版とされるもの。約160分。
2021年時点で公開およびソフト化はされていないが、メイキング集『ドキュメント・オブ・ザ・デッド』で、そのごく一部を見ることができる。
ドイツ語ファイナルカット版
ドイツで発売されたPAL仕様のDVDソフト。アルジェント版をベースに、ディレクターズカット版のシーンを強引に加えて編集したもの。約156分。
製作45周年コレクターズ・エディション版
アルジェント版とディレクターズ・カット版をチャプタープレイで繋ぎ合わせたもの。『ゾンビ 製作45周年コレクターズ・エディションBlu-ray』に隠しコマンドで収録されている。約149分。

### テレビ放送バージョン
本作は東京12チャンネル（現：テレビ東京）の『木曜洋画劇場』で2回放映され、それぞれが微妙に異なる内容となっている。また、冒頭の惑星爆発シーンも日本劇場公開版とは編集がまったく異なっている。
深沢哲也版（サスペリア版）
1980年10月16日のテレビ初放映バージョン。タイトルは『衝撃SFサスペンス ゾンビ 地球SOS 死者が甦った日』。
解説は映画評論家・深沢哲也。日本劇場公開版を元に残酷シーンのほとんどと、主人公たちがヘリでフィラデルフィアを飛び立ってからショッピングセンターへ着陸するまでの経過などが削除され、約90分に収められている。特徴的なのは音楽で、多くが同じゴブリンによる映画『サスペリア』と『ローマ麻薬ルート大追跡』のBGMや、ジャン・ミシェル・ジャール『軌跡』の曲（ショッピングセンターへ着陸する部分で流れる曲）へ差し替えられている。オープニングBGMには、イエスの『海洋地形学の物語』の曲が使用されている。
当時プロデューサーをしていた柳沢隆行によれば、権利元とのトラブルにより音源を確保できず、納品5日前に制作会社の独断で先述の2作の音源を中心に差し替えた。そのため、柳沢は放送1週間後に『サスペリア』の権利元から楽曲使用料を請求されるまで、事態を把握していなかった。また、楽曲使用料の問題からソフトへの転用は行われていない。
台詞についても、内容を分かりやすくするために日本語吹替独自のものへ変更されている。冒頭のテレビ局で博士が自説を開陳するシーンでは「惑星イオスが爆発したために死者が甦った」などと、テレビ放映独自の設定が強調されている。また、フランの妊娠に対するピーターの立場は中絶を勧めるオリジナルと正反対となっており、ラストでヘリの燃料の残量を訊ねるピーターの台詞が「赤ん坊を育てる場所を見つけなきゃ」と「まかしときぃ〜！」へ変更され、ハッピーエンド色が強くなっている。新世紀完全版DVD-BOXのコレクターズ・ディスクでは、隠しコマンドで冒頭の惑星爆発シーンとラストのピーターのセリフのみ閲覧できる。
河野基比古版（再放送版）
1982年7月1日放映バージョン。解説は映画評論家・河野基比古。分数や編集や台詞は深沢哲也版とほぼ同じであるが、権利元から1981年3月に素材が送られてきた結果、音楽を日本劇場公開版にダビングし直した。また、ラストのピーターの台詞も日本劇場公開版に即したものへ変更されている。DVD/BDのアルジェント監修版には、このバージョンに追加録音を行ったものが収録された。

## 幻のエンディング
レインダンス映画祭の公式サイトに掲載されている本作の草稿『DAWN OF THE DEAD The working draft 1977』では、エンディングはピーターが拳銃で自殺、フランも回転しているヘリコプターのローターへ自らの頭部を突っ込んで自殺、そして夜明けの空を背景にフランの死体を喰っているゾンビたちをバックにエンドクレジットが流れ、それが終わるとローターの回転が徐々に遅くなって止まる（ヘリにピーターとフランが脱出するために十分な量の燃料は最初から無かった、ということを暗示している）という内容だった。
ロメロによると、実際に撮影が始まる前にこのエンディングは破棄され、すぐに書き直された。しかし、一時期は以下のことから、このエンディングも一旦は撮影されたのではないかと言われていた。
- フランがヘリの羽によって頭部を断裁されるためのテスト用ダミーを捉えた写真が現存している。
- フラン役のゲイラン・ロスが雑誌のインタビューで、このシナリオの存在と撮影に関して言及している。

BD-BOX封入ブックレットのスタッフインタビューによれば、このエンディングは撮影されなかったことが判明している。なお、フランのテストダミーは、映画序盤のプエルトリコ人たちが住むアパートにおいて、SWAT隊員ウーリーが黒人と思われる男性の頭を銃撃で破壊するシーンに再利用されている。

## サウンドトラック
サウンドトラックCDは通常盤（10曲収録）とコンプリート盤（16曲収録）の2種が発売された。ただし、コンプリート盤にも収録されていない曲（フランがクリッシュナゾンビに襲われるシーンで流れる曲）が存在する。2004年6月には、ロメロ編集版の本編に使用されたライブラリー音源のみを集めたアルバム「Dawn of the Dead」がアメリカのTrunk社からリリースされた。エンドロールにも用いられた、ショッピングモール店内の呑気な音楽“The Gonk”が収録されている。

## 映像ソフト
VHS
- ゾンビ（1985年、CIC・ビクター ビデオ JSL10005）日本語字幕：木原たけし
- ゾンビ ディレクターズカット完全版（1995年3月24日、アスク講談社 ACH1-31201）日本語字幕：岡田壯平
- ゾンビ ダリオ・アルジェント監修版（1995年3月24日、アスク講談社 ACH1-31202）日本語字幕：岡田壯平

レーザーディスク
- ゾンビ（2枚組・3面CLV）（1985年、パイオニア SF098-0076）
- ゾンビ パーフェクト・コレクション（4枚組 LD-BOX）（1995年2月21日、バンダイビジュアル BELL-745）
- ゾンビ：THE CONCLUSION（3枚組 6面 LD-BOX）（1998年10月25日、ビーム・エンタティンメント BILF-9003）

DVD
- ゾンビ:ドーン・オブ・ザ・デッド〜ダリオ・アルジェント監修版〜（1999年10月25日、ハピネット BIBF-1125）
- ドーン・オブ・ザ・デッド ゾンビ:ディレクターズ・カット・エディション（1999年12月18日、ハピネット BIBF-1187）
- ゾンビ 米国劇場公開版（2004年7月23日、ハピネット BIBF-4666）
- ゾンビ ダリオ・アルジェント版〈スマイルBEST〉（2007年12月21日、ハピネット KBIBF-1125）
- ゾンビ ディレクターズカット版〈スマイルBEST〉（2007年12月21日 ハピネット KBIBF-1187）
- ゾンビ 米国劇場公開版〈スマイルBEST〉（2007年12月21日、ハピネット KBIBF-4666）
- ゾンビ 新世紀完全版DVD-BOX（5枚組）（2010年4月23日、スティングレイ STDX-0007）日本語字幕：長友紀裕
- ゾンビ ディレクターズカット版 HDリマスター・バージョン（2010年10月2日、ハピネット BBBF-8624）
- ゾンビ ダリオ・アルジェント監修版 HDリマスター・バージョン（2010年11月4日、ハピネット BBBF-8625）
- ゾンビ 米国劇場公開版 ニューマスター&ワイドバージョン（2010年11月04日、ハピネット BBBF-8626）

Blu-ray Disc
- ゾンビ 製作35周年記念究極版ブルーレイBOX（3枚組 BD-BOX）（2013年12月20日、『ゾンビ』BD発売委員会 BBXF-9409）
- ゾンビ -ディレクターズカット版- 【HDリマスター版】（2013年12月20日、『ゾンビ』BD発売委員会 BBXF-2061）
- ゾンビ -ダリオ・アルジェント 監修版- 【HDリマスター版】（2013年12月20日、『ゾンビ』BD発売委員会 BBXF-2062）
- ゾンビ -米国劇場公開版- 【HDリマスター版】(2013年12月20日、『ゾンビ』BD発売委員会 BBXF-2063）
- 日本公開40周年!　映画『ゾンビ　─日本初公開復元版─　(2019年11月30日、フィールドワークス STFW-0001)
- allcinema SELECTION ゾンビ 製作45周年コレクターズ・エディション （2枚組）（2023年1月27日 「ゾンビ」製作45周年委員会 STDF-0067）

### 関連ソフト
- ドキュメント・オブ・ザ・デッド〜ジョージ・A・ロメロのゾンビワールド（LD）（1995年9月21日、ハピネット・ピクチャーズ SHLY-51）
- ドキュメント・オブ・ザ・デッド 製作35周年特別版（Blu-ray Disc+DVD[注釈 10]）（2014年7月2日、『ドキュメント・オブ・ザ・デッド』発売委員会 BBXF-2058）
- DOCUMENT OF THE DEAD THE SPECIAL EDITION （1998年 Synapse Films）

## ノベライゼーション
- ジョージ・A・ロメロ、真野十郎 訳『死者たちの夜明け』ヘラルド出版（原著1979-4-6）。
- ジョージ・A・ロメロ、スザンナ・スパロウ、藤原良寛 訳『ゾンビ』ABC出版（原著1994-10-1）。ISBN 4900387746。

## 備考
ナタで頭を割られるゾンビ役のレナード・ライズは、アメリカで開催されているホラー映画コンベンションの常連である。自分のブースでは、撮影に使ったナタと同型の模型や自分の頭を割られるシーンをプリントしたTシャツなどを販売している。
2019年11月29日には、CGによって冒頭の映像を復刻したうえで関係者やファンへのヒアリングによって日本初公開当時を再現した「日本初公開復元版」がヒューマントラストシネマ渋谷をはじめ日本各地にて順次公開され、その前日にヒューマントラストシネマ渋谷にて開催されたプレミア上映会にはケン・フォリーとゲイラン・ロスが登壇し、スコット・H・ライニガーからのビデオメッセージが上映されたほか、ゾンビ好きで知られる俳優の磯村勇斗も登壇した。

## リメイク
- ドーン・オブ・ザ・デッド